# Gedempte Zuiderdiep 83 (Groningen)

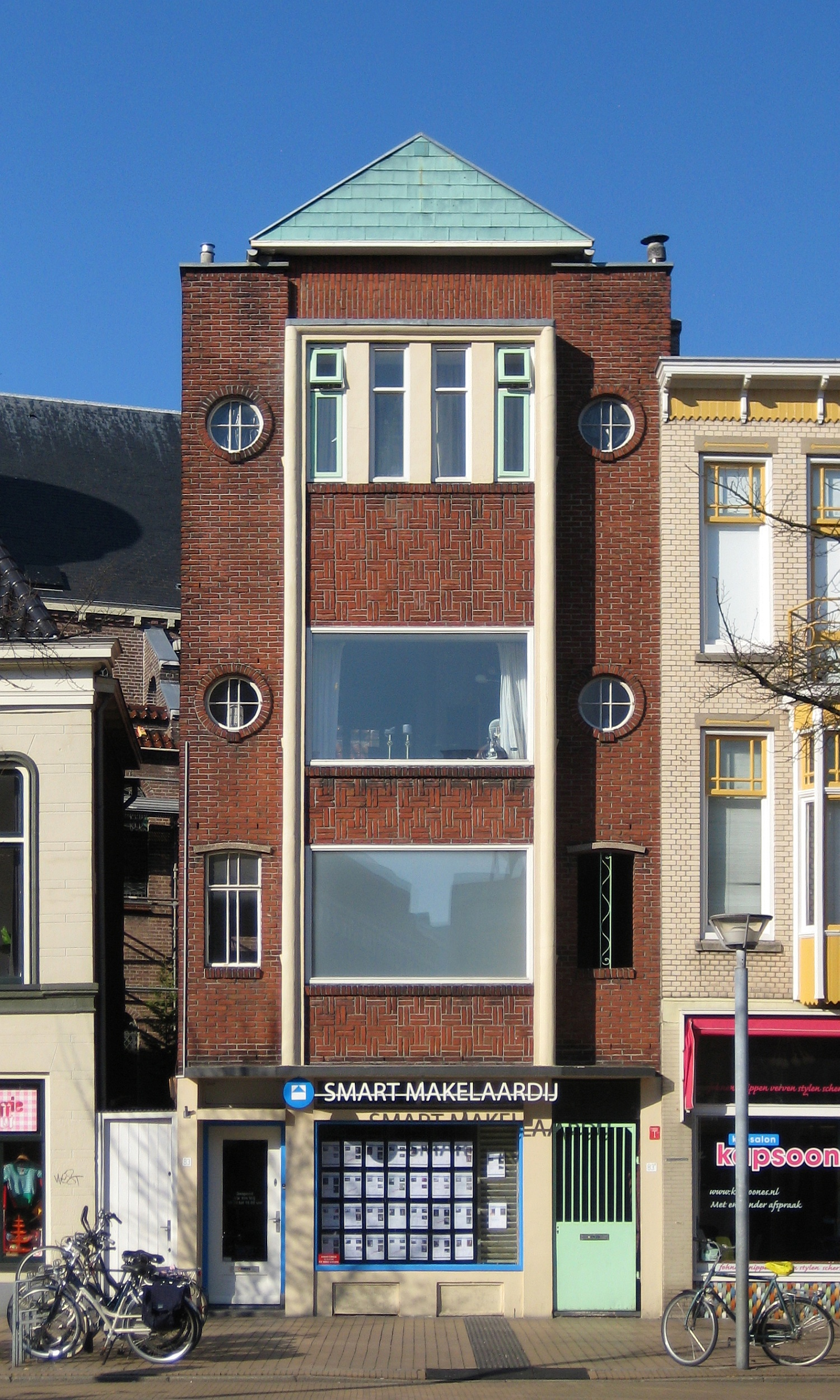
Het pand Gedempte Zuiderdiep 83-83a in 2011

Het pand Gedempte Zuiderdiep 83-83a is een winkelpand met bovenwoning in de stad Groningen, dat is aangewezen als gemeentelijk monument.

## Beschrijving
Het pand, dat is gelegen aan de noordzijde van het Zuiderdiep en is vormgegeven in de stijl van de Delftse School, werd in 1940 gebouwd naar een ontwerp van de Groninger architect Jo Boer (1895-1971). Het is gebouwd op een rechthoekige plattegrond en telt vier bouwlagen, waarvan de bovenste drie zijn opgetrokken in een rode Groninger baksteen. Op de beganegrond bevindt zich een sobere winkelpui in een betonconstructie. Daarboven is over de volle hoogte van het pand een in een betonkader gevatte uitgemetselde erker aangelegd, waarin op de eerste en tweede verdieping grote vensters en op de bovenste verdieping vier smalle vensters zijn aangebracht. Het metselwerk in de borstweringen van de erker is uitgevoerd in een vlechtmotief. Ter weerszijden van de erker bevindt zich op de eerste verdieping aan de westzijde een venster en aan de oostzijde een opening, die licht verschaft aan de erachter gelegen trap naar de bovenverdiepingen. De hoogste twee bouwlagen hebben aan beide kanten van de erker ronde vensters. Het gebouw wordt gedekt door een enigszins opgelicht zadeldak, dat naar voren uitsteekt en iets smaller is dan de breedte van de gevel. De voorzijde van het dak is beslagen met koper.
Het winkelpand is aangewezen als gemeentelijk monument, omdat het wordt gezien als een "zeldzaam voorbeeld van de vooroorlogse Delftse School" met "ontleningen aan de Italiaanse architectuur uit de fascistische periode". Het wordt beschouwd als "van algemeen belang voor de gemeente vanwege de waarde voor de architectuurgeschiedenis".